# Mani Menon
Mani Menon (Thrissur; 9 de julio de 1948) es un urólogo estadounidense y director del Vattikuti Urology Insititute del Hospital Henry Ford en Detroit, Michigan en Estados Unidos. Menon es considerado un pionero en el desarrollo de cirugía urológica robotizada, especialmente las operaciones de cáncer de próstata. Menon ha publicado más de 300 artículos, 90 capítulos de libros y artículos invitados.

## Biografía

### Carrera médica
Menon se graduó de medicina en la Universidad de Madrás, en Chennai, India. Se especializó en urología en el Hospital Johns Hopkins, donde trabajó con el Dr. Walsh. A la edad de 34 años fue nombrado presidente del Departamento de Urología en el Univerisity de Massachusetts Medical Center en Worcester, Massachusetts. En 1997 fue nombrado presidente de urología en el Hospital Henry Ford en Detroit.

### Cirugía urológica robotizada
En 2001 Henry Ford Hospital recibió una donación de 20 millones de dólares desde la fundación Vattikuti. La donación estableció el Instituto Urológico Vattikuti y ayudó a establecer el programa de cirugía mínimamente invasiva utilizando el Sistema quirúrgico Da Vinci. El método de prostatectomía radical laparoscópica asistida por el robot Da Vinci desarrollado por el Dr. Menon se llama VIP (Vattikuti Institute Prostatectomy). Menon ha realizado más de 4000 cirugías VIP y es considerado un experto mundial en la cirugía robotizada para el cáncer de próstata.

## Honores
En 2008 recibió Menon el premio B.C. Roy del presidente de la India por sus logros en la urología. En 1990 recibió un premio Gold Cystoscope. Menon es el fundador y presidente del simposio anual de la cirugía robotizada 'International Robotic Urology Symposium IRUS'.